# 세사르 바예호
세사르 아브라암 바예호 멘도사(César Abraham Vallejo Mendoza, 1892년 3월 16일 ~ 1938년 4월 15일)는 페루의 시인, 작가, 극작가, 언론인이었다. 그는 일생 동안 단 두 권의 시집을 출판했지만, 언어를 불문하고 20세기의 위대한 시적 혁신가 중 한 명으로 평가된다. 그는 항상 문학적 흐름보다 한발 앞서 있었고, 그의 책은 각각 다른 책과 구별되었으며, 그 자체로 혁명적이었다. 토머스 머튼은 그를 " 단테 이후 가장 위대한 보편적 시인"이라고 불렀다. 고(故) 영국의 시인이자 평론가이자 전기 작가이자 세계 문학의 권위자인 마틴 세이모어 스미스(Martin Seymour-Smith)는 발레호를 " 모든 언어를 통틀어 가장 위대한 20세기 시인"이라고 불렀다. 그는 페루 북부 해안 도시 트루히요( Trujillo)에 형성된 북부 그룹(North Group) 이라는 지식인 공동체의 일원이었다.

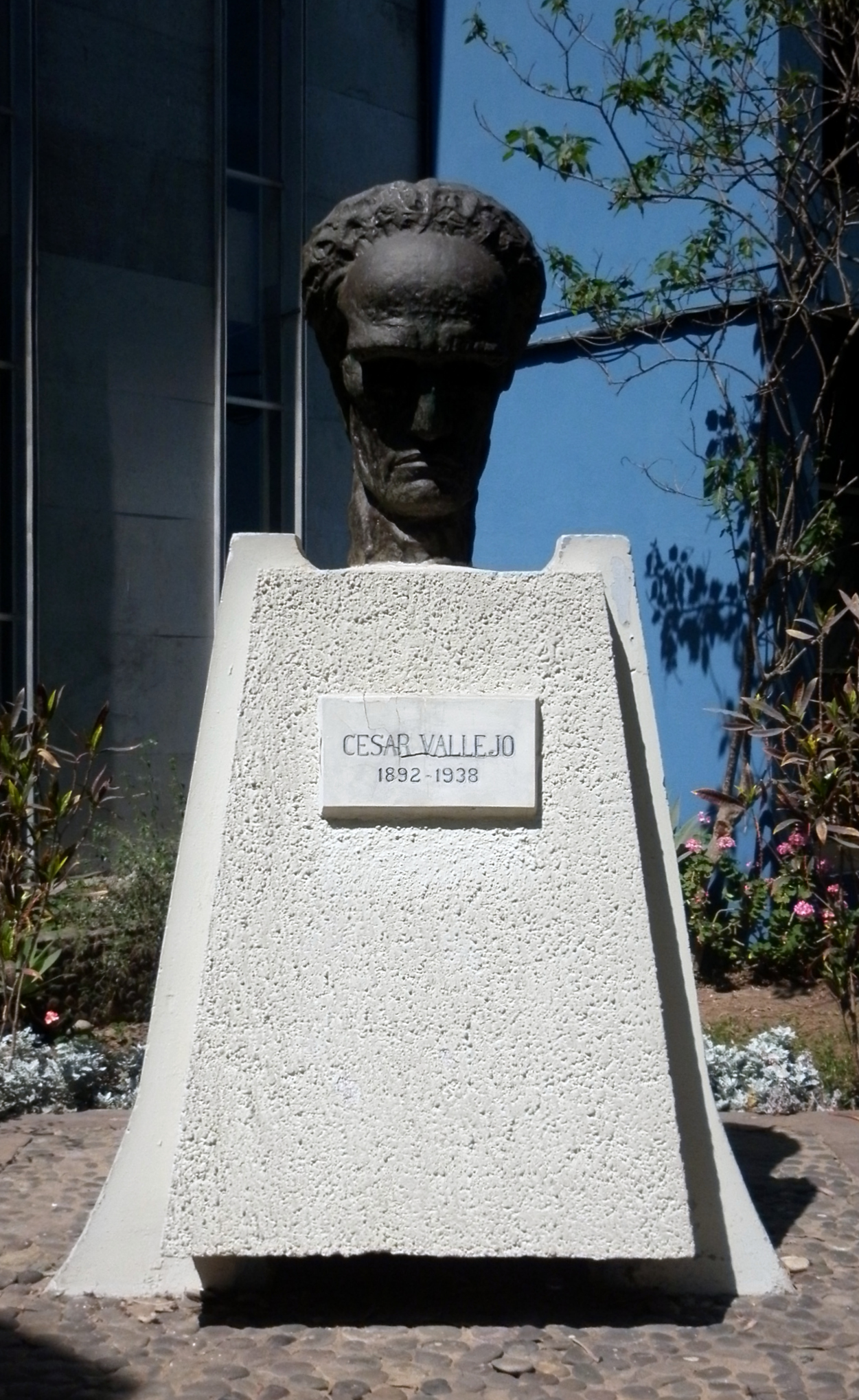
그가 공부했던 국립 산 마르코스 대학교의 세자르 바예호 기념비.

César Vallejo는 페루 안데스 산맥의 외딴 마을인 Santiago de Chuco 의 Francisco de Paula Vallejo Benítez와 María de los Santos Mendoza Gurrionero 사이에서 태어났다. 그는 열한 자녀 중 막내였다. 그의 할아버지는 모두 스페인 신부였고, 할머니는 모두 페루 원주민 이었다.
자금 부족으로 인해 그는 한동안 학업을 중단하고 사탕수수 농장인 로마 하시엔다(Roma Hacienda) 에서 일하게 되었는데, 그곳에서 그는 농민 노동자들의 착취를 직접 목격했으며, 이는 그의 정치와 미학에 중요한 영향을 미칠 경험이었다. Vallejo는 1915년에 스페인 문학 학사 학위를 받았으며, 같은 해에 그는 Trujillo의 보헤미아, 특히 APRA 공동 창립자인 Antenor Orrego 와 Victor Raul Haya de la Torre를 알게 되었다.
1911년 Vallejo는 리마 로 이사하여 San Marcos 국립대학교 에서 공부했다. 책을 읽고, 학교 교사로 일했으며, 예술적, 정치적 아방가르드 와 접촉하게 되었다. 리마에 있는 동안 그는 첫 번째 시집인 Los heraldos negros 도 제작했다. 출판 연도가 1918년이라고 명시되어 있음에도 불구하고 이 책은 실제로 1년 후에 출판되었다. 또한 최근에 세상을 떠난 동료 페루인 마누엘 곤잘레스 프라다(Manuel González Prada)의 시와 기타 저작물에서도 큰 영향을 받았다. Vallejo는 그 후 몇 년 동안 여러 가지 재난을 겪었다. 그는 바람을 피운 여성과의 결혼을 거부했다. 그리고 그는 교수직을 잃었다.
그의 어머니는 1918년에 사망했다. 1920년 5월 향수병으로 인해 그는 산티아고 데 추코(Santiago de Chuco) 로 돌아갔다. 8월 1일, 해안에서 짐을 싣고 상품과 술을 운반하던 산타 마리아 칼데론(Santa María Calderón) 가문의 집이 약탈당하고 불이 붙었다. Vallejo는 해당 행위의 참여자이자 선동자로 부당하게 비난을 받았다. 그는 숨어 있었으나 발각되어 체포되어 트루히요 감옥에 투옥되어 112일(1920년 11월 6일부터 1921년 2월 26일까지) 동안 머물렀다. 1920년 12월 24일 그는 "Fabla de gesta(Marqués de Torre Tagle에 대한 찬사)"라는 시로 트루히요 시청에서 2위(1위는 무효로 선언됨)를 받았다. Vallejo는 경쟁에 공정성을 부여하기 위해 가명으로 자신의 신원을 숨겨 경쟁했다.
작품 "Vallejo en los infiernos"에서 저자이자 현직 변호사인 Eduardo González Viaña는 시인에 대한 사법 문서의 핵심 부분을 공개하고 그를 투옥하기 위해 판사와 그의 적들이 의도적으로 조작한 내용을 보여주었다. 피해자들은 기소했지만 범죄에 연루된 사람들에 대한 기소는 제외했다. 그들은 증언을 꾸며냈고 나중에 범죄 장소인 산티아고 데 추코에 가본 적이 없다고 선언한 사람들의 것이라고 생각했다. 마침내 자료 작성자는 대법원에서 증언하기 위해 트루히요(Trujillo)로 이송되었다. 그러나 장거리 여행 중에 그를 지키던 프랑스 경찰 헌병들이 그가 탈출을 시도했다는 구실로 그를 총살해 죽였다. 또한 저자는 임시적으로 판사의 다른 조치를 조사했다. 실제로 그는 대규모 갈대 사업인 '카사그란데'와 직원들이 일정 없이 일하며 열악한 노동 환경의 피해자였던 '퀴루빌카' 광산의 변호사였다. 이 모든 것은 형사 소송 절차의 정치적 성격을 강조한다. 발레호를 통해 불의에 맞서 일어서고 세기의 유토피아인 무정부주의와 사회주의를 받아들인 대학생 세대를 조롱하려 했다.
사법 절차는 결코 종료되지 않았다. 시인은 임시 석방을 대신하여 감옥을 떠났다. 몇 년 후 유럽에서 그는 결코 고국으로 돌아갈 수 없다는 것을 깨달았다. 이 소설에서 드러난 감옥과 '지옥'은 열린 문으로 그를 기다리고 있었다.
2007년 페루 사법부는 부당하게 기소된 시인을 소환하는 행사에서 발레호의 기억을 입증했다. 그럼에도 불구하고, 그는 1922년에 두 번째 시집 Trilce를 출판했는데, 이 시집은 여전히 스페인어에서 가장 급진적인 아방가르드 시집 중 하나로 간주된다. 1923년 단편 소설집 Escalas melografiadas 와 Fabla salvaje를 출판한 후 Vallejo는 추가 투옥의 위협을 받고 유럽으로 이주하여 1938년 파리에서 사망할 때까지 그곳에 머물었다.

## 일부 작품은 영어로 제공된다.
- César Vallejo의 시 전집 ( Clayton Eshleman 편집 및 번역. Mario Vargas Llosa의 서문, Efrain Kristal의 소개, Stephen M. Hart의 연대기) University of California Press .  (2008년 국제 그리핀 시상 후보에 올랐음)
- César Vallejo의 사후 시 전집 (번역자: Clayton Eshleman 및 José Rubia Barcia), University of California PressISBN 978-0-520-04099-1
- Malanga Chasing Vallejo: 새로운 번역 및 메모가 포함된 César Vallejo의 선정 시 ( Gerard Malanga의 소개와 함께 편집, 번역, 또한 번역가와 Vallejo의 미망인 Georgette de Vallejo 간의 원본 및 번역된 서신 포함) Three Rooms Press.ISBN 978-0-9895125-7-2ISBN 978-0-9895125-7-2 (무역 단행본) 및 978-1-9411101-0-2(전자책).
- Trilce (번역자: Michael Smith, Valentino Gianuzzi). 쉬어즈먼 북스.ISBN 978-0-907562-72-6ISBN 978-0-907562-72-6
- 완전한 후기 시 1923~1938 (번역자: Michael Smith, Valentino Gianuzzi). 쉬어즈먼 북스.ISBN 978-0-907562-73-3ISBN 978-0-907562-73-3
- Black Heralds (번역자: Rebecca Seiferle) Copper Canyon PressISBN 978-1-55659-199-0
- Trilce (번역자: Rebecca Seiferle) Sheep Meadow Press.ISBN 978-1-878818-12-6ISBN 978-1-878818-12-6
- The Black Heralds (번역자: Barry Fogden) Allardyce, Barnett 출판사.ISBN 978-0-907954-23-1ISBN 978-0-907954-23-1
- Black Heralds (번역자: Richard Schaaf 및 Kathleen Ross) 라틴 아메리카 문학 리뷰 출판사.ISBN 978-0-935480-43-6ISBN 978-0-935480-43-6
- Trilce (번역자: Dave Smith) 미시마북스.ISBN 978-0-670-73060-5ISBN 978-0-670-73060-5
- 초현실주의에 대한 부검 (번역자: Richard Schaaf) Curbstone Press.ISBN 978-0-915306-32-9ISBN 978-0-915306-32-9
- Cesar Vallejo (번역자: Gordon Brotherstone 및 Edward Dorn) 펭귄.ISBN 978-0-14-042189-7ISBN 978-0-14-042189-7
- Neruda and Vallejo: 선정된 시 (번역자: Robert Bly 및 James Wright) Beacon Press.ISBN 978-0-8070-6489-4ISBN 978-0-8070-6489-4
- 희망을 말하겠다. (번역: 피터 보일) 페루 영사관 출판물.
- Cesar Vallejo: 그의 시 선집 (James Higgins 소개) The Commonwealth and International Library.ISBN 978-0-08-015761-0ISBN 978-0-08-015761-0
- Cesar Vallejo의 선정 시 (번역자: HR Hays) Sachem Press.ISBN 978-0-937584-01-9ISBN 978-0-937584-01-9
- Poemas Humanos, Human Poems, César Vallejo 저, Clayton Eshleman이 번역한 이중 언어 판 . 저작권 1968. 그로브 출판사, 1969년, xxv + 326쪽. ISBN 978-84-376-0731-3 .
- 마야콥스키 사건 (번역자: Richard Schaaf) Curbstone Press.ISBN 978-0-915306-31-2ISBN 978-0-915306-31-2
- 텅스텐 (번역자: Robert Mezey) Syracuse University Press.ISBN 978-0-8156-0226-2ISBN 978-0-8156-0226-2
- Songs of Home (번역자: Kathleen Ross 및 Richard Schaaf) Ziesing Brothers Book Emporium.ISBN 978-0-917488-05-4ISBN 978-0-917488-05-4
- 스페인 이 잔을 나에게서 가져가세요 (번역자: Mary Sarko ) Azul.ISBN 978-1-885214-03-4ISBN 978-1-885214-03-4
- 스페인이여, 이 잔을 내게서 지나가게 하소서 (번역자: Álvaro Cardona-Hine) Azul.ISBN 978-1-885214-42-3ISBN 978-1-885214-42-3
- Trilce(1922년 판에서 선택), Vols. 38/39 및 40/41 (번역자: Prospero Saiz) Abraxas Press.ISBN 978-0-932868-07-7ISBN 978-0-932868-07-7
- Trilce ( 동음이의어 번역자: James Wagner ). 칼라마리 프레스 .ISBN 978-0-9770723-2-3ISBN 978-0-9770723-2-3

- 세사르 바예호의 작품 - 리브리복스 (퍼블릭 도메인 오디오북)
- An excerpt of Vallejo´s work
- Human Potential: The Life and Work of César Vallejo
- Information about Vallejo from the Academy of American Poets
- Griffin Poetry Prize biography, including audio and video clips of Guillermo Verdecchia reading Clayton Eshleman's translation of Vallejo's Guitar
- Interview with Vallejo, the only extant interview with Vallejo, 1931.

## 같이 보기
- 페루 문학

1. ↑  “"César Vallejo fue uno de los creadores del cuento-ensayo"”. 《La República》 (스페인어). 2005년 1월 16일. 2009년 4월 23일에 확인함.
2. ↑  |González Echevarría, Roberto, "Revolutionary Devotion" 보관됨 9월 6, 2017 - 웨이백 머신, The Nation. 3 May 2007. Retrieved on 17 August 2017.
3. ↑  González Viaña, Eduardo (2008). 《Vallejo en los infiernos》. Barcelona: Alfaqueque. ISBN 9788493627423.
4. ↑  Judiciary of Peru (편집.). “(spanish) Reivindicación de Vallejo” (PDF). 2015년 6월 15일에 원본 문서 (PDF)에서 보존된 문서. 2012년 11월 17일에 확인함.